# Fritz Dieterlen
Fritz Dieterlen (* 12. April 1929 in Rottweil, Baden-Württemberg; † 17. Januar 2017) war ein deutscher Mammaloge. Sein Forschungsschwerpunkt waren afrikanische Kleinsäuger, insbesondere Nagetiere.

## Leben
Nach Studiengängen der Zoologie, Botanik und Geographie in München und Freiburg promovierte Dieterlen 1959 mit der Dissertation Das Verhalten des syrischen Goldhamsters (Mesocricetus auratus Waterhouse): Untersuchungen zur Frage seiner Entwicklung und seiner angeborenen Anteile durch geruchsisolierte Aufzuchten am Zoologischen Institut der Universität Freiburg. Von 1959 bis 1962 erhielt er ein Forschungsstipendium für Verhaltensstudien bei Nagetieren. Von 1963 bis 1967 war er Mitarbeiter am Institut pour la Recherche Scientifique en Afrique Centrale (IRSAC) in Lwiro-Bukavu in der Demokratischen Republik Kongo. In dieser Zeit betrieb er Studien der Ökologie und Taxonomie von Nagetieren in den Savannen und Regenwäldern in Ost- und Zentralafrika. Von 1967 bis 1969 war er Kurator für Säugetiere des Forschungsinstitutes und Museum Alexander Koenig in Bonn.
Von 1969 bis 1994 übernahm er die Leitung der Säugetierabteilung des Staatlichen Museums für Naturkunde Stuttgart (SMNS). Nach seiner Pensionierung im Jahr 1994 war Dieterlen ehrenamtlich für das Museum tätig. 
Daneben setzte er seine Forschungen über afrikanische Nagetiere fort. Dieterlen verfasste Beiträge für diverse Journale, darunter für die Zeitschrift für Säugetierkunde, Zeitschrift für angewandte Zoologie, Säugetierkundliche Mitteilungen, Stuttgarter Zoologische Beiträge und Bonner Zoologische Beiträge. Er schrieb die Kapitel zu den Familien der Dornschwanzhörnchen (Anomaluridae), der Springhasen (Pedetidae) und der Kammfinger (Ctenodactylidae) im Standardwerk Mammal Species of the World (2005) und war Autor sowie Co-Autor von zahlreichen Artartikeln in Kingdon’s Mammals of Africa (2013) beteiligt. Für Grzimeks Tierleben schrieb er die Abschnitte „Blindmäuse“, „Wurzelratten“, „Echte Mäuse oder Langschwanzmäuse“ und „Weitere Unterfamilien der Wühler“. In Zusammenarbeit mit Monika Braun veröffentlichte Dieterlen das zweibändige Werk Die Säugetiere Baden-Württembergs (Band 1: Fledermäuse (Chiroptera), 2003; Band 2: Insektenfresser (Insectivoria), Hasentiere (Lagomorpha), Nagetiere (Rodentia), Raubtiere (Carnivora), Paarhufer (Artiodactyla), 2005)
Dieterlen beschrieb mehrere neue afrikanische Nagetierarten, darunter Dendromus kahuziensis, Megadendromus nikolausi, Lophuromys eisentrauti, Lophuromys  medicaudatus, Grammomys caniceps, Grammomys minnae, Lemniscomys hoogstraali, Praomys misonnei, Praomys obscurus, Stenocephalemys ruppi und Otomys occidentalis.

## Nach Dieterlen benannte Taxa
1976 benannte der belgische Zoologe Erik van der Straeten die Unterart Lemniscomys striatus dieterleni der Echten Streifengrasmaus nach Dieterlen. 1986 ehrte Rainer Hutterer Dieterlen mit dem Epitheton der Unterart Sylvisorex johnstoni dieterleni der Johnstons-Waldmoschusspitzmaus. 1997 wurde die von Walter Verheyen, Jan Hulselmans, Marc Colyn und Rainer Hutterer beschriebene Dieterlens Bürstenhaarmaus (Lophuromys dieterleni) aus Kamerun zu Ehren von Fritz Dieterlen benannt.